# 拉娜·帕塔克
拉娜·帕塔克（英語：Ratna Pathak，1957年3月18日—）是一名印度的女演員和导演，主要作品是寶萊塢及英语電影。她最為人所知的電影包括《Khoobsurat》（2014）、《Kapoor and Sons》（2016）及《Lipstick Under My Burkha]》（2017）等。

## 婚姻
帕塔克的丈夫是印度知名男演員納薩魯丁·沙，他们育有两名儿子。

## 外部連結
- 拉娜·帕塔克在互联网电影资料库（IMDb）上的資料（英文）